# Complejo Virgen-Prostituta
En la literatura psicoanalítica, el complejo Virgen-Prostituta (o Madonna-whore complex en inglés) es la incapacidad de mantener la excitación sexual dentro de una relación amorosa y comprometida. Fue identificado por primera vez por Sigmund Freud, bajo la rúbrica de impotencia psíquica, que dice que este complejo psicológico se desarrolla en hombres que ven a las mujeres como vírgenes santas o prostitutas degradadas. Los hombres con este complejo desean una pareja sexual que ha sido degradada (la prostituta) a la que no pueden amar; mientras no pueden desear a la pareja amada (la virgen). Freud escribió: "Donde tales hombres aman ellos no tienen algún deseo, y donde desean no puede amar." El psicólogo clínico Uwe Hartmann, escribiendo en 2009, afirmó que el complejo "sigue prevaleciendo en los pacientes de hoy".
El término también se usa popularmente, aunque a veces con significados sutilmente diferentes.

## Causas
Freud argumentó que el complejo virgen-prostituta fue causado por una división entre las corrientes afectiva y sexual en el deseo masculino. El complejo de Edipo y el complejo de castración prohíben que el afecto sentido por objetos incestuosos del pasado se adhiera a mujeres que son sensualmente deseadas: "La esfera completa del amor en dichas personas sigue estando dividida en las dos direcciones personificadas en el arte como amor sagrado y profano (o salvaje)". Para poder minimizar la ansiedad, el hombre categoriza a las mujeres en dos grupos: mujeres a las que puede respetar y a las que encuentra sexualmente atractivas. Mientras que el hombre ama a las mujeres de la primera categoría, desprecia y desvaloriza a las del otro grupo. El psicoanalista Richard Tuch sugiere que Freud dio al menos una explicación alternativa para el complejo virgen-prostituta
Esta teoría no se basa en la ansiedad de castración edípica, sino en el odio primario del hombre hacia las mujeres, estimulado por la sensación del niño de que lo habían hecho experimentar una frustración intolerable y/o una herida narcisista a manos de su madre. De acuerdo esta teoría, en la adultez, el niño convertido en hombre busca vengarse de estos malos tratos por medio de ataques sádicos contra mujeres que son sustitutas de la madre.
Otra teoría afirma que este complejo deriva de las supuestas representaciones de las mujeres como vírgenes o prostitutas en la mitología y teología judeocristiana en vez de las discapacidades del desarrollo de hombres individuales.

## Política sexual
Naomi Wolf consideró que la revolución sexual había intensificado paradójicamente la importancia de la división virgen-prostituta, dejando a las mujeres enfrentadas a los peores aspectos de ambas imágenes. Otros dicen que tanto hombres como mujeres encuentran complicado integrar la sensualidad y una feminidad ideal dentro de una misma relación.

## Historia
Amor sacro y amor profano de Tiziano (1514, el título sacro-profano es de 1693) tiene diversas interpretaciones. De la mujer vestida se ha dicho que está vestida como novia y de cortesana. La mujer desnuda parece a primera vista una alegoría del amor profano, pero en las evaluaciones del siglo XX se aprecian el incienso en su mano y la iglesia detrás de sí.
James Joyce ampliamente utilizó la polaridad virgen-prostituta en su novela Retrato del artista adolescente. Su protagonista, Stephen Daedalus, ve chicas a las que admira como torres de marfil, y la represión de sus sentimientos sexuales por ellas finalmente lo llevan a solicitar una prostituta. Este pecado impulsa el conflicto moral de Stephen y su eventual transformación hacia el final de la novela.
Alfred Hitchcock utilizó esta dicotomía como un modo importante de representar mujeres. En Vértigo (1958), por ejemplo, Kim Novak retrata a dos mujeres que el héroe no puede reconciliar: una virtuosa, rubia y sofisticada 'madonna' sexualmente reprimida y una morena, soltera y sensual 'mujer caída'.
Las películas de Martin Scorsese, Taxi Driver y Toro Salvaje, presentan protagonistas obsesionados sexualmente, ambos interpretados por Robert De Niro, quien exhibe el complejo virgen-prostituta con las mujeres con las que interactúan.
La cantante Madonna jugó con ambas identidades, especialmente en los inicios de su carrera. Ella misma declaró: ''Siempre me ha gustado jugar al gato y al ratón con los estereotipos convencionales. La portada de mi álbum Like a Virgin es un ejemplo clásico. La gente se preguntaba quién fingía ser: ¿la Virgen María o la prostituta? Estas dos imágenes extremas de mujeres que había conocido vívidamente y recordaba desde la infancia, y con las que quería jugar. Quería ver si podía fusionarlas, la Virgen María y la prostituta como una y todas. La foto fue una declaración de independencia; si quieres ser una virgen, eres bienvenida. Pero si quieres ser una prostituta, estás en todo tu derecho de serlo.''

## Otras lecturas
- Freud, Sigmund (1957). «A Special Type of Choice of Object Made by Men, pages 165–175». The Standard Edition of the Complete Psychological Works of Sigmund Freud XI. London: Hogarth Press. pp. 179-190. ISBN 978-0-7012-0067-1. «On the Universal Tendency of Debasement in the Sphere of Love».